# Akráthi
Akráthi (grec moderne : Ακράθι) est un îlot, ainsi qu'une localité, située dans le dème de Milos, dans le district régional de Milos, dans la périphérie d'Égée-Méridionale, en Grèce.
Selon le recensement de 2021, elle compte 0 habitants.